# 横板桥乡
横板桥乡，是中华人民共和国湖南省怀化市溆浦县下辖的一个乡镇级行政单位。

## 行政区划
横板桥乡下辖以下地区：
红星村、中华村、石湾村、株木村、高峰村、报木村、兴隆村、芙蓉村、大洞村、集中村和乌峰村。